# Ommatostolidea julitae
Ommatostolidea julitae är en fjärilsart som beskrevs av Benjamin 1933. Ommatostolidea julitae ingår i släktet Ommatostolidea och familjen nattflyn. Inga underarter finns listade i Catalogue of Life.